# San Dionisio (Nicaragua)
San Dionisio è un comune del Nicaragua facente parte del dipartimento di Matagalpa.